# Partit Nacional Eslovac
Partit Nacional Eslovac (eslovac Slovenská národná strana, SNS) és un partit polític eslovac, fundat el 1989, d'ideologia nacionalista eslovaca i que es reclama successor del Partit Nacional Eslovac. El partit considera com a pilars ideològics el cristianisme, el nacionalisme i el socialisme. Es considera un partit de dretes, però sovint és descrit com a ultranacionalista, d'extrema dreta, extremista i fins i tot neofeixista. Sovint també és descrit com a racista sobre l'estatut al país d'hongaresos, gitanos, jueus i homosexuals.
Després de les eleccions legislatives eslovaques de 2006 el SNS va formar part del govern de coalició amb el socialdemòcrata Robert Fico, rao per la qual el partit Direcció - Socialdemocràcia fou suspès del Partit Socialista Europeu, ja que aquest considera el SNS un " partit polític que incita o els intents d'atiar els prejudicis racials o ètnics i l'odi racial ". El 2008, però, foren readmesos.

## Història
El Partit Nacional Eslovac va ser fundat el desembre de 1989. Una de les grans fites del partit ha estat participar des d'aleshores en l'establiment d'una Eslovàquia indepedent l'1 de gener de 1993. Ha tingut els diputats al Consell Nacional eslovac en els anys 1990-2002 i des de 2006. També ha tingut membres dins el govern eslovac: Marián Andel, Jozef Prokeš, Jaroslav Paška i Ľudovít Černák en el segon govern Mečiar (1992-1994), Ján Sitek i Eva Slavkovská en el tercer govern Mečiar (1994-1998) i tres ministres en el govern de Robert Fico de 4 de juliol de 2006: Ján Mikolaj (viceprimer ministre; ministre d'educació), Marián Janušek (ministre de construcció i desenvolupament regional) i Jaroslav Izák (ministre de medi ambient).
En 2001 es va produir l'escissió del Partit Nacional Eslovac Autèntic (Praveen Slovenská Národná Strana, PSNS), que es presentà a les eleccions de 2002 en solitari però que es va reintegrar al partit en el congrés conjunt de maig de 2003. Des de 2005, existeix també un Partit Nacional Eslovac Unit (Zjednotená Slovenská Národná Strana, ZSNS), també format per ex membres del SNS. El febrer de 2006, el PSNS va canviar el seu nom pel de Coalició Nacional Eslovaca - Mutualitat Eslovaca (Slovenská Národná koalícia - Slovenská vzájomnosť). Tanmateix, només el Partit Nacional Eslovac ha estat rellevant.
En 2008, una licitació de 120m € per a l'establiment de les normes, directrius i logotips per a la distribució de fons de la Unió Europea, va ser guanyada per un consorci d'empreses amb vincles estrets amb el seu líder líder Ján Slota. L'anunci de licitació havia estat anunciat amb només cinc dies d'antelació en butlletí d'anuncis del ministeri dirigit pel SNS a porta tancada, amb el resultar d'una sola oferta. Després de l'escàndol, el ministre encarregat dels contractes fou destituït, i la Comissió Europea ha posat en marxa una investigació. L'any 2009 el SNS presentà un projecte de llei per tal de posar impediments a les dones que intentin avortar a Eslovàquia
El 17 de març de 2016, després de les eleccions legislatives eslovaques de 2016, en les què SMER-SD del primer ministre Robert Fico perdé la majoria absoluta, aquest presentà al president Kiska un govern de coalició amb el SNS, Most-Híd i Sieť, que disposava de 85 dels 150 escons. El 15 de març de 2018, arran de la crisi política després de l'assassinat del periodista Ján Kuciak quan estava treballant en una història que vinculava la corrupció política d'alt nivell a Eslovàquia amb la màfia italiana, Robert Fico va presentar la seva renúncia al president Andrej Kiska, qui llavors formalment va encarregar al viceprimer ministre Peter Pellegrini la formació d'un nou govern, mantenint la coalició de SMER-SD, SNS i Most-Híd.
El partit va perdre tota la representació a les eleccions legislatives eslovaques de 2020.
Després de les eleccions legislatives eslovaques de 2023 va participar del govern de coalició encapçalat per Robert Fico, de Direcció – Socialdemocràcia amb el partit d'esquerres Hlas-SD. Fico va aturar completament l'ajuda militar a Ucraïna en la guerra russo-ucraïnesa i va instar a iniciar converses de pau.

## Racisme i discriminació
L'ultra-nacionalista SNS és conegut per la seva retòrica incendiària contra els romaní i els hongaresos. El Partit Socialista Europeu considera SNS com un "partit polític que inciti o els intents d'atiar el racial o ètnic els prejudicis i l'odi racial". El líder del partit Ján Slota és un xenòfob que ha despertat sentiments anti-hongaresos i que va dir que la millor política per fer front als roma és "un fuet llarg en un pati petit" Ell és citat dient "ens sentarem en els nostres tancs i destruirem Budapest»' i qüestiona que els homosexuals siguin persones normals.
Slota també ha qualificat al líder feixista Jozef Tiso "un dels més grans fills de la nació eslovaca" i el 17 de febrer de 2000, 40 dels 41 regidors municipals de Žilina, on Slota és alcalde, votà dedicar una placa en honor de Tiso.

## Resultats electorals

### Consell Nacional
| Any  | Lider            | Vots    | %           | Pos. | Escons   | +/– | Govern             |
| ---- | ---------------- | ------- | ----------- | ---- | -------- | --- | ------------------ |
| 1990 | Víťazoslav Móric | 470,984 | 13,94 / 100 | 3r   | 22 / 150 |     | Oposició           |
| 1992 | Jozef Prokeš     | 244,527 | 7,93 / 100  | 4t   | 15 / 150 | 7   | Coalició           |
| 1994 | Ján Slota        | 155,359 | 5,4 / 100   | 7è   | 9 / 150  | 6   | Coalició           |
| 1998 | Ján Slota        | 304,839 | 9,07 / 100  | 5è   | 14 / 150 | 5   | Oposició           |
| 2002 | Anna Malíková    | 95,633  | 3,33 / 100  | 9è   | 0 / 150  | 14  | Extraparlamentari  |
| 2006 | Ján Slota        | 270,230 | 11,73 / 100 | 3r   | 20 / 150 | 20  | Coalició           |
| 2010 | Ján Slota        | 128,490 | 5,08 / 100  | 6è   | 9 / 150  | 11  | Oposició           |
| 2012 | Ján Slota        | 116 420 | 4,56 / 100  | 7è   | 0 / 150  | 9   | Extraparlamentari  |
| 2016 | Andrej Danko     | 225,386 | 8,64 / 100  | 4t   | 15 / 150 | 15  | Coalició (2016)    |
| 2016 | Andrej Danko     | 225,386 | 8,64 / 100  | 4t   | 15 / 150 | 15  | Coalició (2016–20) |
| 2020 | Andrej Danko     | 91,171  | 3,16 / 100  | 10è  | 0 / 150  | 15  | Extraparlamentari  |
| 2023 | Andrej Danko     | 166,995 | 5,63 / 100  | 7è   | 10 / 150 | 10  | Coalició (2023-)   |

### Presidencials
| Any  | Candidat                 | 1a volta | 1a volta    | 2a volta  | 2a volta    | Resultat |
| Any  | Candidat                 | Vots     | %           | Vots      | %           | Resultat |
| ---- | ------------------------ | -------- | ----------- | --------- | ----------- | -------- |
| 1999 | Ján Slota                | 73,836   | 2,5 / 100   |           |             | Derrota  |
| 2004 | Suport a Vladimír Mečiar | 650,242  | 32,73 / 100 | 722,368   | 40,08 / 100 | Derrota  |
| 2009 | Suport a Ivan Gašparovič | 876,061  | 46,71 / 100 | 1,234,787 | 55,53 / 100 | Victòria |
| 2024 | Andrej Danko (retirat)   | 1,905    | 0,08 / 100  |           |             | Derrota  |

### Parlament Europeu
| Any  | Líder          | Vots   | %          | Pos. | Escons | +/– | Grup PE |
| ---- | -------------- | ------ | ---------- | ---- | ------ | --- | ------- |
| 2004 |                | 14,150 | 2,01 / 100 | 9è   | 0 / 14 |     | -       |
| 2009 | Dušan Švantner | 45,960 | 5,55 / 100 | 6è   | 1 / 13 | 1   | EFDD    |
| 2014 | Andrej Danko   | 20,244 | 3,61 / 100 | 10è  | 0 / 13 | 1   | -       |
| 2019 | Andrej Danko   | 40,330 | 4,09 / 100 | 8è   | 0 / 14 | =   | -       |
| 2024 | Andrej Danko   | 28,102 | 1,9 / 100  | 10è  | 0 / 15 |     | -       |